# Volavje
Volavje falu Horvátországban Zágráb megyében. Közigazgatásilag Jasztrebarszkához tartozik.

## Fekvése
Zágrábtól 34 km-re, községközpontjától 4 km-re délnyugatra a Volavčica-patak partján fekszik.

## Története
A település régi plébániatemploma egyike volt az ország legősibb szakrális építményeinek. Bizonyos adatok arra utalnak, hogy már 11. század végén Szent László király idejében is állt. Első írásos említése II. András királynak egyik 1217-ben kelt oklevelében történt. A település névadó patakját a Volavčica-patakot azonban már 1201-ben is említik "rivus Volaula" alakban "Potogoria" falu határainak leírásában. A patakot 1249-ben "Drokalenz" birtok határleírásában is megemlítik. 1261-ből ismert a falu papjának Mártonnak a neve. 1334-ben a zágrábi káptalan statútumában a plébániatemplom "S. Maria de Volaula" alakban szerepel. Az eredetileg gótikus templomot a századok során többször is átépítették. Legutolsó nagyobb átépítése a 18. században barokk stílusban történt. 1759-ben a Havas Boldogasszony tiszteletére szentelték fel. Titulusát arról a csodatevőnek tartott képről kapta, mely a Havas Boldogasszony legendáját ábrázolja.
A falunak 1857-ben 397, 1910-ben 460 lakosa volt. Trianon előtt Zágráb vármegye Jaskai járásához tartozott. 2001-ben 445 lakosa volt.

## Lakosság
| Lakosság változása | Lakosság változása | Lakosság változása | Lakosság változása | Lakosság változása | Lakosság változása | Lakosság változása | Lakosság változása | Lakosság változása | Lakosság változása | Lakosság változása | Lakosság változása | Lakosság változása | Lakosság változása | Lakosság változása |
| ------------------ | ------------------ | ------------------ | ------------------ | ------------------ | ------------------ | ------------------ | ------------------ | ------------------ | ------------------ | ------------------ | ------------------ | ------------------ | ------------------ | ------------------ |
| 1857               | 1869               | 1880               | 1890               | 1900               | 1910               | 1921               | 1931               | 1948               | 1953               | 1961               | 1971               | 1981               | 1991               | 2001               |
| 397                | 403                | 421                | 497                | 472                | 460                | 442                | 456                | 474                | 484                | 491                | 483                | 456                | 499                | 445                |

## Nevezetességei
Havas Boldogasszony tiszteletére szentelt temploma eredetileg gótikus stílusban épült és Szűz Mária tiszteletére volt szentelve. Késő gótikus falfestményei voltak, melyek közül Szent Kristóf és Szent György újabban feltárt képei ismertek. A templomot a 18. század elején barokk stílusban teljesen újjáépítették, 1759. július 29-én szentelte fel Stjepan Puc püspök. Ekkor tűntek el a 11. századi ősi épület utolsó maradványai. Ma álló legrégibb részei a 17. századi harangtorony és a sekrestye. Új szentélyről 1704-ben esik először említés, a szobrokkal díszített kapuzat pedig 1732-ben készült. A templomot 1741-ben épített körítőfal övezi, melynek kapuzatán a Szűzanya angyalok között álló szobra látható. Két mellékoltára, melyeket Szent István és a Háromkirályok tiszteletére szenteltek az 1690-es években készültek. Figyelmet érdemel a két a 18. század elején készített mellékoltár is. A hajó bal oldalán áll az 1701-ben készült, akantuszlevelekkel ékesített Szűz Mária oltár, mely az alsó részén található felirat szerint báró Andrássy Pál adománya. Ezen áll a Szűzanya 16. századi szobra karján a gyermek Jézussal. A látványos barokk főoltár a 18. század első évtizedeiben készült gróf Erdődy Sándor és apja Imre adományából. Egykor az Erdődy család címere is látható volt rajta. Az oltár szerkezete egészen különleges megoldású, mivel oszlopokkal tagolva félkör ívben helyezkedik el. Az oszlopok között szentek szobrai állnak. Készítési éve az 1741-es évszám a Nepomuki Szent János szobra mellett álló angyal nyitott könyvén található. Orgonáját 1785-ben hozták a ferencesek jaskai templomából, Antun Scholz celjei műhelyében készült 1732-ben. Állapota miatt nagyobb felújításra szorul.